# Гуалтерио, Карло
Карло Гуалтерио (итал. Carlo Gualterio; 1613, Орвието, Папская область — 1 января 1673, Рим, Папская область) — итальянский куриальный кардинал. Архиепископ Фермо с 5 октября 1654 по 14 ноября 1668. Камерленго Священной Коллегии кардиналов c 15 января 1672 по 1 января 1673. Кардинал-дьякон со 2 марта 1654, с титулярной диаконией pro hac vice Сан-Панкрацио-фуори-ле-Мура с 23 марта 1654 по 14 ноября 1667. Кардинал-дьякон с титулярной диаконией Сант-Анджело-ин-Пескерия с 14 ноября 1667 по 12 марта 1668. Кардинал-дьякон с титулярной диаконией Санта-Мария-ин-Козмедин с 12 марта по 25 декабря 1668. Кардинал-священник с титулярной диаконией pro hac vice Санта-Мария-ин-Козмедин с 25 декабря 1668 по 15 января 1669. Кардинал-священник с титулом церкви Сант-Эузебио с 15 января 1669 по 1 января 1673.   